# اسخالک فرهوف
اسخالک فرهوف (هلندی: Schalk Verhoef؛ ۵ اوت ۱۹۳۵ – ۱۸ ژانویه ۱۹۹۷) دوچرخه‌سوار اهل هلند بود.
وی در مسابقات کشوری و بین‌المللی در مجموع برندهٔ ۱ مدال برنز شده‌است.